# Станіславиці (Мазовецьке воєводство)
Станіславиці (пол. Stanisławice) — село в Польщі, у гміні Козениці Козеницького повіту Мазовецького воєводства.
Населення — 1065 осіб (2011).
У 1975-1998 роках село належало до Радомського воєводства.

## Демографія
Демографічна структура станом на 31 березня 2011 року:
|          | Загалом | Допрацездатний вік | Працездатний вік | Постпрацездатний вік |
| -------- | ------- | ------------------ | ---------------- | -------------------- |
| Чоловіки | 554     | 116                | 384              | 54                   |
| Жінки    | 511     | 103                | 296              | 112                  |
| Разом    | 1065    | 219                | 680              | 166                  |